# Slovenija na Evroviziji
Slovenija na Evroviziji (s podnaslovom Nepozabne evrovizijske pesmi) je kompilacijski album z izborom slovenskih pesmi, ki so sodelovale na tekmovanju za Pesem Evrovizije med leti 1966 in 2015.
Izšel je pri založbi ZKP RTV Slovenija na glasbeni CD plošči leta 2015.
Tri starejše pesmi so še iz jugoslovanskih časov, enajst je zastopalo Slovenijo, kot dodatek pa je na plošči še skladba udeleženke Mladinske pesmi Evrovizije iz leta 2014.

## Seznam posnetkov
| CD  | CD                                                                  | CD                           | CD                       | CD                        | CD      |
| Št. | Naslov                                                              | Besedilo                     | Glasba                   | Priredba                  | Dolžina |
| --- | ------------------------------------------------------------------- | ---------------------------- | ------------------------ | ------------------------- | ------- |
| 1.  | „Brez besed‟ (Luxemburg, 1966)                                      | E. Budau                     | M. Sepe                  | M. Sepe                   | 2:45    |
| 2.  | „Vse rože sveta‟ (Dunaj, 1967)                                      | M. Lindič                    | U. Koder                 | M. Rijavec                | 2:36    |
| 3.  | „Dan ljubezni / A Day of Love‟ (Stockholm, 1975)                    | D. Velkaverh                 | T. Hrušovar              | D. Žgur                   | 3:36    |
| 4.  | „Tih deževen dan / On a Rainy Day‟ (Millstreet, 1993)               | T. Kosec                     | C. Moretti               | J. Privšek                | 2:56    |
| 5.  | „Prisluhni mi / Listen to me‟ (Dublin, 1995)                        | P. Peterca                   | P. Peterca, S. Fajon     | J. Privšek                | 2:49    |
| 6.  | „Naj bogovi slišijo / Will the Gods set Me Free‟ (Birmingham, 1998) | U. Vlašič                    | M. Vlašič                | M. Vlašič                 | 3:02    |
| 7.  | „Ne, ni res / Energy‟ (København, 2001)                             | U. Vlašič                    | M. Vlašič                | M. Vlašič, B. Grabnar     | 2:59    |
| 8.  | „Samo ljubezen / Only Love‟ (Talin, 2002)                           | B. Pešut                     | R. Pešut                 | A. Pešut                  | 3:02    |
| 9.  | „Stop‟ (Kijev, 2005)                                                | U. Vlašič                    | O. Naber                 | O. Naber                  | 2:56    |
| 10. | „Cvet z juga‟ (Helsinki, 2007)                                      | A. Babić                     | A. Babić                 | R. Golob                  | 3:01    |
| 11. | „Vanilija / No One‟ (Düsseldorf, 2011)                              | U. Vlašič                    | M. Vlašič                | M. Vlašič, B. Grabnar     | 3:01    |
| 12. | „Verjamem / Pure Love‟ (Baku, 2012)                                 | I. Pirkovič                  | V. Graić, Hari Mata Hari | V. Graić                  | 3:05    |
| 13. | „Spet / Round and Round‟ (København, 2014)                          | T. Kovač, H. Mancini, T. Piš | Raay                     | Raay                      | 3:15    |
| 14. | „Here for you‟ (Dunaj, 2015)                                        | Raay, C. Mason               | Raay, M. Vovk            | Raay, A. Hunter, T. Snare | 3:00    |

| Dodatek         | Dodatek                                                             | Dodatek              | Dodatek                 | Dodatek         | Dodatek |
| Št.             | Naslov                                                              | Besedilo             | Glasba                  | Priredba        | Dolžina |
| --------------- | ------------------------------------------------------------------- | -------------------- | ----------------------- | --------------- | ------- |
| 15.             | „Nisi sam / Your Light‟ (Valletta, Mladinska pesem Evrovizije 2014) | E. Mager, L. Lončina | U. Ložar, Raay, M. Vovk | Raay            | 3:03    |
| Skupna dolžina: | Skupna dolžina:                                                     | Skupna dolžina:      | Skupna dolžina:         | Skupna dolžina: | 45:36   |

## Sodelujoči

### Izvajalci
- Berta Ambrož – vokal na posnetku 1
- Lado Leskovar – vokal na posnetku 2
- Pepel in kri – vokali na posnetku 3
- 1xBand – na posnetku 4
- Darja Švajger – vokal na posnetku 5
- Vili Resnik – vokal na posnetku 6
- Nuša Derenda – vokal na posnetku 7
- Sestre – vokali na posnetku 8
- Omar Naber – vokal na posnetku 9
- Alenka Gotar – vokal na posnetku 10
- Maja Keuc – vokal na posnetku 11
- Eva Boto – vokal na posnetku 12
- Tinkara Kovač – vokal na posnetku 13
- Maraaya – na posnetku 14
- Ula Ložar – vokal na posnetku 15

### Revijski orkester Radia Ljubljana /Revijski orkester RTV Slovenija/Simfonični orkester RTV Slovenija
- Mojmir Sepe – dirigent na posnetku 1
- Mario Rijavec – dirigent na posnetkih 2 in 3
- Petar Ugrin – dirigent na posnetku 4
- Jože Privšek – dirigent na posnetku 5
- Marko Hribernik – dirigent na posnetku 10

### Produkcija
- Mojca Menart – spremno besedilo
- Žiga Culiberg – oblikovanje in fotografije
- Stane Sršen – fotografije
- Andres Putting – fotografije
- Alain Douit – fotografije
- Jani Ugrin – fotografije
- Sandi Fišer – fotografije